# زلزال جيريرو أواكساكا 2012
زلزال جيريرو أواكساكا هو زلزال ضرب جنوب المكسيك  يوم الثلاثاء 20 مارس 2012 .